# La Seine Musicale
La Seine Musicale è una sala da concerti situata a Boulogne-Billancourt, più precisamente nell'Île Seguin nel fiume Senna.

## Storia
Nel luglio 2009, è stato nominato come capo per il progetto l'architetto francese Jean Nouvel; sebbene i singoli edifici siano stati successivamente commissionati da una serie di studi di architettura internazionali. Il primo complesso di edifici sull'isola è stato aperto nell'aprile 2017 ed è stato progettato dal team di architetti guidato dal giapponese Shigeru Ban e dal francese Jean de Gastines.
Le strutture dalla sala concerti includono un teatro dalla forma sferica sopraelevato dedicato principalmente ai concerti di musica classica, una sala concerto più grande per spettacoli internazionali, una sala prove per musicisti denominata "Riffx Studios", un centro congressi, una sala stampa,  un ristorante ed una terrazza con giardino. Gran parte del fabbisogno energetico diurno è fornita principalmente da una serie di pannelli solari a forma ricurva che ricopre l'auditorium più piccolo del sito.
La capacità dei posti a sedere per l'Auditorium Patrick-Devedjian non amplificato è di circa 1.150 posti, mentre la sala da concerto più grande, Grande Seine, posto al piano inferiore sul sito dell'isola è in grado di ospitare fino a 6.000 spettatori.

## Eventi
Il 22 aprile 2017, giorno dell'inaugurazione, ha ospitato un concerto dell'Orchestra Insula, accompagnato dal coro Accentus guidato dalla direttrice d'orchestra Laurence Equilbey. Nell'arco della medesima settimana, si è tenuto anche un concerto di Bob Dylan, diventando il primo artista internazionale ad esibirsi nella sala concerti. L'8 dicembre 2018, all'interno della sala congressi si sono tenuti i sorteggi del Campionato mondiale femminile di calcio 2019.
Il 20 maggio 2021 la sala concerti è stata selezionata dall'emittente francese France Télévisions e dall'Unione europea di radiodiffusione (UER) come sede ufficiale della 19ª edizione del Junior Eurovision Song Contest.